# Hapalemur meridionalis
Hapalemur meridionalis  (лат.) — млекопитающее из рода кротких лемуров (Hapalemur) семейства Лемуровых (Lemuridae). Эндемик Мадагаскара, где встречаются между рекой Мананара на севере и заповедником Андухахела. Дневные животные. В рационе преимущественно бамбук. Международный союз охраны природы присвоил этому виду охранный статус «Уязвимый».

## Классификация
Ранее эти животные считались подвидом кроткого лемура. Однако есть небольшие внешние отличия, в частности у Hapalemur meridionalis шерсть более тёмная, с красноватым оттенком, хвост короче, вокализация также отличается. В поддержку выделения его в отдельный вид говорят также исследования митохондриальной ДНК, проведённые в 2002 году.

## Описание
Небольшие лемуры, шерсть преимущественно красная, однако имеется красноватый оттенок, особенно на спине и голове. Хвост длиннее тела. Голова имеет более светлую расцветку, чем остальное тело. Уши достаточно крупные, однако полностью скрыты шерстью. Средняя длина тела самцов 67,8 см, самок — 66,78 см. Средняя масса самцов 0,839 кг, самок — 0,870 кг.